# Station Elsfleth
Station Elsfleth (Bahnhof Elsfleth) is een spoorwegstation in de Duitse plaats Elsfleth, in de deelstaat Nedersaksen. Het station ligt aan de spoorlijn Hude - Nordenham-Blexen. Op het station stoppen alleen Regio-S-Bahntreinen van Bremen en Nedersaksen. Het station telt twee perronsporen, waarvan één aan een eilandperron. Het station ligt direct naast de rivier de Hunte.

## Treinverbindingen
De volgende treinserie doet station Elsfleth aan:
| Serie | Treinsoort                  | Route                                                  | Bijzonderheden |
| ----- | --------------------------- | ------------------------------------------------------ | -------------- |
| S4    | Regio-S-Bahn (NordWestBahn) | Bremen Hbf – Delmenhorst – Hude – Elsfleth – Nordenham |                |